# Jupânești, Timiș
Jupânești este un sat ce aparține orașului Făget din județul Timiș, Banat, România.

## Obiective turistice
Aici există o biserică ortodoxă din lemn construită în secolul XVIII, ce poartă hramul "Cuvioasa Paraschiva".

## Vezi și
- Biserica de lemn din Jupânești, Timiș

## Legături externe

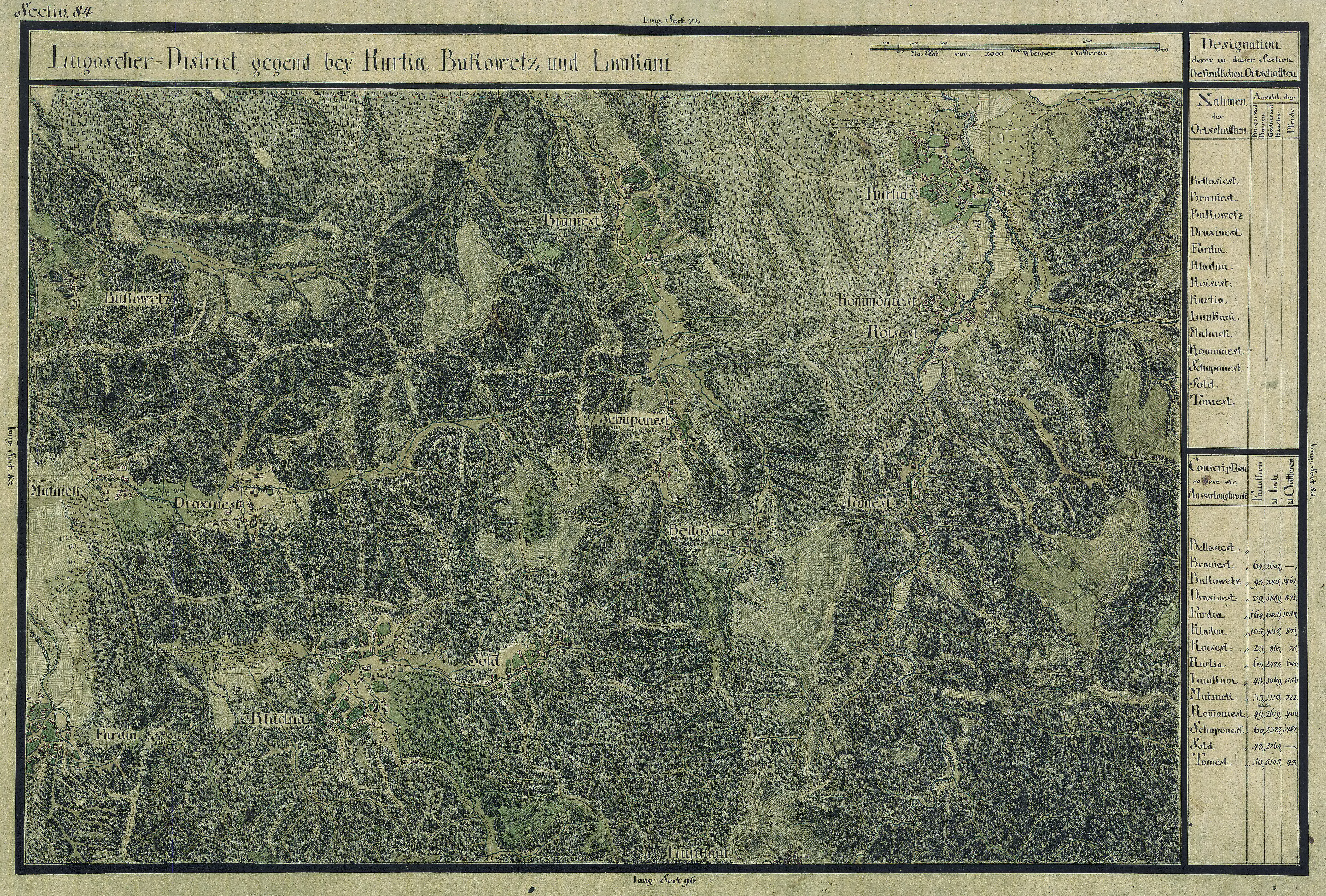
Jupâneşti în Harta Iosefină a Banatului, 1769-72